# Johann Anton Leiswitz
Johann Anton Leiswitz (Hannover, Baixa Saxònia, 9 de maig de 1752 - Braunschweig, Baixa Saxònia, 10 de setembre de 1806) fou un dramaturg alemany.
A Gottinga, on cursà la carrera de dret (1770), travà amistat amb Hölty i altres poetes de l'Hainbund, en la que fou rebut el 1774 i el qual esperit vessant els diàlegs satírics que publicà el 1775, en el Musenalmanach.

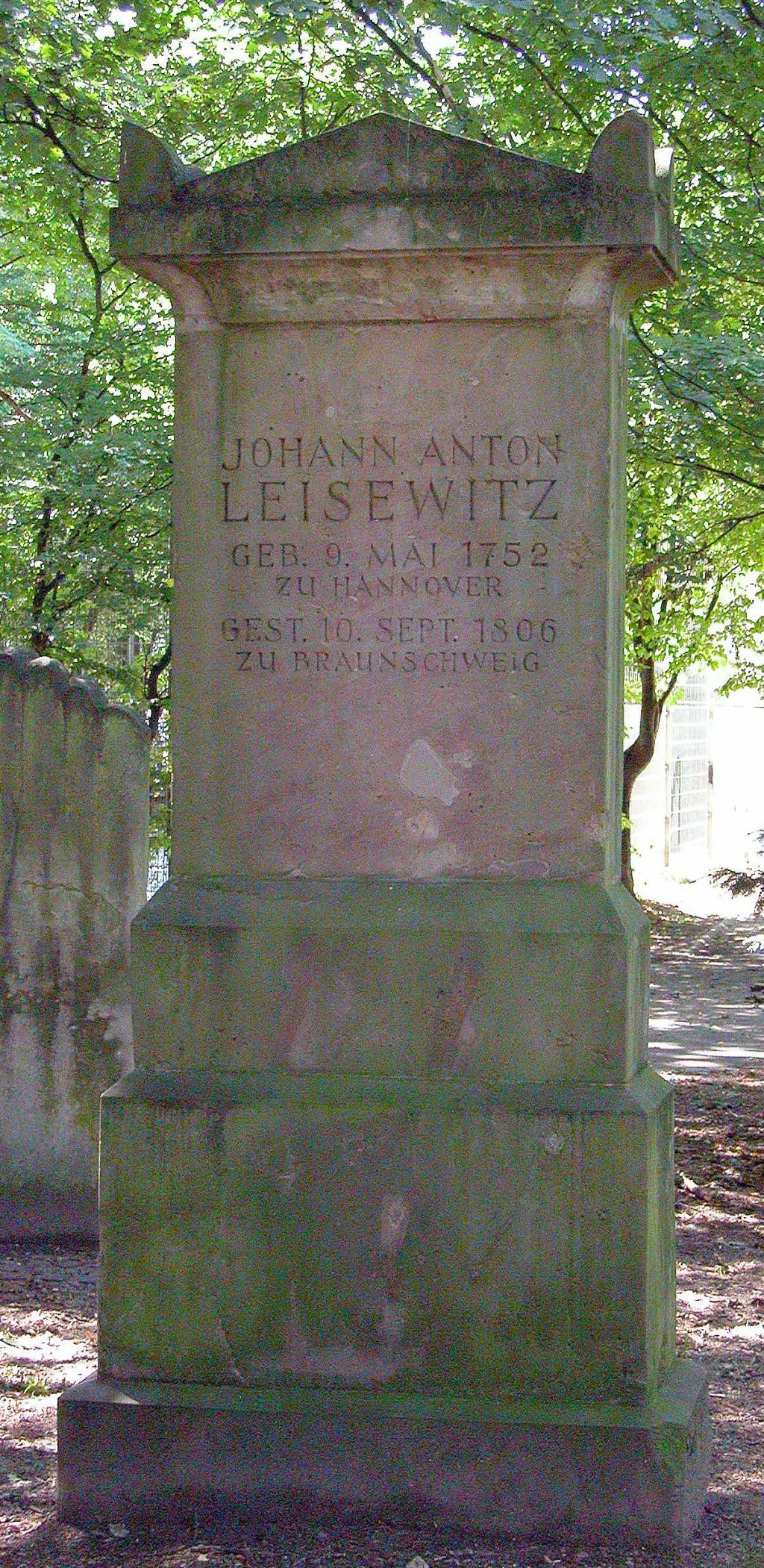
Tomba de Johann Anton Leiswitz a Brunswick

El 1774 obri bufet a Hannover, però l'any següent es traslladà a Brunswick, on es relacionà amb Eschenburg (1743-1820), Lessing (1729-1781, Mauvillon (1743-1794 i d'altres. Secretari del municipi de Brunswick el 1778, el 1790 entrà al servei del ducat, arribant a conseller secret de justícia el 1801 i president de l'Obersanitätskollegium el 1805.
El seu únic drama Julius von Tarent (Leipzig, 1776), que assolí un gran nombre d'edicions, és un dels més característics d'aquella borrascosa època i obra preferida de Friedrich von Schiller, el qual l'imità alguns passatges a Die Ränber, Don Carlos i Die Braut von Messina.
Els escrits de Leisewitz amb una biografia, es publicaren a Brunswick el 1838, i una nova edició (Berlín, 1870)